# Ajedrez progresivo
El ajedrez progresivo es una variante del ajedrez donde los jugadores, empezando con un movimiento por turno aumentan progresivamente los movimientos en cada turno posterior. El juego comienza con las blancas realizando un movimiento, después las negras realizan dos movimientos consecutivos, las blancas repiten con tres, las negras realizan cuatro y así sucesivamente. Esta variante es especialmente indicada para jugar por correspondencia, usando el correo o cualquier otro medio no muy rápido, ya que en el ajedrez progresivo el número de jugadas son relativamente menos que en el ajedrez normal.

## Reglas
Hay dos variantes principales del ajedrez progresivo: el ajedrez progresivo italiano y el ajedrez progresivo escocés (también conocido como ajedrez escocés). Las dos variantes tienen las siguientes reglas en común:
- El jaque debe evitarse en el primer movimiento de la serie, si no se puede hacer, es jaque mate y se pierde la partida.
- La captura al paso de peones solo se permite si el peón en cuestión avanza las dos casillas en un solo movimiento durante el turno anterior y la captura debe ser realizada en el primer movimiento de la serie.
- Si se juegan diez turnos consecutivos sin capturas y sin mover algún peón, entonces se declaran tablas (o empate), a no ser que uno de los jugadores pueda forzar un jaque mate (esto es en el ajedrez progresivo el equivalente a la regla de los cincuenta movimientos en el ajedrez normal).
- Si en algún momento un jugador no puede realizar ningún movimiento legal y no está en jaque, el jugador se encuentra ahogado y la partida se declara en tablas.

El ajedrez progresivo italiano y escocés se diferencian en la reglas que permiten dar jaque a un jugador:
- Ajedrez progresivo escocés: El jaque se puede dar en cualquier movimiento de la serie, pero el jaque finaliza la serie.
- Ajedrez progresivo italiano: El jaque solo se puede realizar en el último movimiento de la serie (por ejemplo, en una serie de seis movimientos, el jaque solo puede darse en el sexto movimiento).